# Jonestown (Mississipi)
Jonestown és una població dels Estats Units a l'estat de Mississipi. Segons el cens del 2000 tenia 1.701 habitants.

## Demografia
Segons el cens del 2000, Jonestown tenia 1.701 habitants, 491 habitatges, i 364 famílies. La densitat de població era de 1.684 habitants per km².
Dels 491 habitatges en un 47,7% hi vivien nens de menys de 18 anys, en un 21,2% hi vivien parelles casades, en un 47,9% dones solteres, i en un 25,7% no eren unitats familiars. En el 21,4% dels habitatges hi vivien persones soles l'11% de les quals corresponia a persones de 65 anys o més que vivien soles. El nombre mitjà de persones vivint en cada habitatge era de 3,46 i el nombre mitjà de persones que vivien en cada família era de 4,05.
Per edats la població es repartia de la següent manera: un 44,4% tenia menys de 18 anys, un 11,1% entre 18 i 24, un 25% entre 25 i 44, un 11,5% de 45 a 60 i un 7,9% 65 anys o més.
L'edat mediana era de 21 anys. Per cada 100 dones de 18 o més anys hi havia 65,8 homes.
La renda mediana per habitatge era de 15.085 $ i la renda mediana per família de 15.750 $. Els homes tenien una renda mediana de 16.146 $ mentre que les dones 19.125 $. La renda per capita de la població era de 8.258 $. Entorn del 49,6% de les famílies i el 52,1% de la població estaven per davall del llindar de pobresa.

## Poblacions més properes
El següent diagrama mostra les poblacions més properes.